# Werra-Meißner-Kreis
Der Werra-Meißner-Kreis ist ein Landkreis im Regierungsbezirk Kassel (Nordhessen). Die Kreisstadt ist Eschwege.

## Geographie

### Lage
Namensgebend für den Werra-Meißner-Kreis ist einerseits der Fluss Werra, der von Thüringen kommend das Kreisgebiet im Südosten betritt, das nordöstliche Kreisgebiet durchfließt und nordwestlich von Witzenhausen das Kreisgebiet wieder verlässt, um in Hann. Münden zusammen mit der Fulda die Weser zu bilden. Andererseits namensgebend ist der Hohe Meißner, der Teil des Fulda-Werra-Berglands im Osthessischen Bergland ist und zudem mit 753,6 m ü. NN der höchste Berg des Landkreises und im Nordosten Hessens ist.
Neben dem Hohen Meißner zählen zum Werra-Meißner-Kreis die Höhenzüge und Gebirge Gobert, Kaufunger Wald, Ringgau, Schlierbachswald und Stölzinger Gebirge. Durchflossen wird der Kreis unter anderem von den Fließgewässern Berka, Frieda, Gelster, Losse, Sontra, Wehre und Werra. Ein Großteil des Kreisgebiets bzw. sein Nordwestteil wird von Teilen des Geo-Naturparks Frau-Holle-Land (Werratal.Meißner.Kaufunger Wald) eingenommen.

### Nachbarkreise
Der Werra-Meißner-Kreis grenzt im Uhrzeigersinn im Norden beginnend an den niedersächsischen Landkreis Göttingen, die thüringischen Landkreise Eichsfeld, Unstrut-Hainich-Kreis und Wartburgkreis sowie an die hessischen Landkreise Hersfeld-Rotenburg, Schwalm-Eder-Kreis und Kassel.

## Geschichte
Das Kreisgebiet gehörte schon ab dem 13. Jahrhundert zur Landgrafschaft Hessen, später zu Hessen-Kassel, das Anfang des 19. Jahrhunderts zum Kurfürstentum Hessen aufstieg. Im Jahre 1821 entstanden innerhalb des Kurfürstentums die beiden Landkreise Eschwege und Witzenhausen, die auch nach 1866 weiter bestanden, als das Kurfürstentum Hessen Teil der preußischen Provinz Hessen-Nassau wurde. Im Rahmen der hessischen Kreisreform wurden beide Landkreise am 1. Januar 1974 zum Werra-Meißner-Kreis vereinigt. Zur Kreisstadt wurde Eschwege, da die Stadt etwas zentraler liegt und auch größer ist als Witzenhausen.
2010 wurden die Krankenhäuser in Eschwege und Witzenhausen zum Klinikum Werra-Meißner verschmolzen.
Das von Anfang 2023 bis Ende 2024 im Landkreis angesiedelte Reallabor Werra-Meißner-Kreis widmet sich der Stärkung regionalen und kooperativen Wirtschaftens.

### Einwohnerstatistik

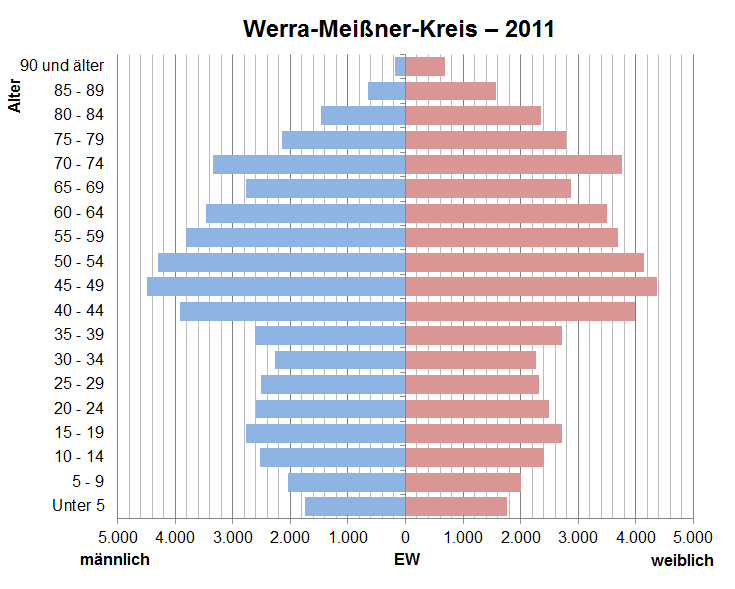
Bevölkerungspyramide für den Werra-Meißner-Kreis (Datenquelle: Zensus 2011)

| Jahr | Einwohner | Quelle |
| ---- | --------- | ------ |
| 1975 | 121.500   | [ 6 ]  |
| 1980 | 118.500   | [ 7 ]  |
| 1990 | 116.500   | [ 7 ]  |
| 2000 | 113.962   | [ 8 ]  |
| 2010 | 104.027   | [ 9 ]  |
| 2015 | 100.156   | [ 10 ] |

### Konfessionsstatistik
Laut der Volkszählung 2011 waren 67 % der rund 102.000 Einwohner evangelisch, 12 % römisch-katholisch und 21 % waren konfessionslos, gehörten einer anderen Glaubensgemeinschaft an oder machten keine Angabe. Die Zahl der Protestanten ist seitdem gesunken. 2011 waren es noch rund 69.000 Mitglieder, die aktuellsten Zahlen aus dem Jahr 2020 geben rund 58.000 Mitglieder (58 % der Gesamtbevölkerung) an. Ende 2024  gab es im Werra-Meißner-Kreis circa 54.500 Mitglieder.

## Politik

### Kreistag
Die Kommunalwahl am 14. März 2021 lieferte folgendes Ergebnis, in Vergleich gesetzt zu früheren Kommunalwahlen:
| Diagrammdarstellung von Wahlergebnis und Sitzverteilung | Diagrammdarstellung von Wahlergebnis und Sitzverteilung                                                                                   |
| --- | --- |
| Kreistagswahl im Werra-Meißner-Kreis 2021Wahlbeteiligung: 56,1 % 403020100 32,830,413,210,35,24,14,0 SPDCDUGrüneFWAfDLinkeFDPGewinne und Verlusteim Vergleich zu 2016 %p 6 4 2 0 −2 −4 −6 −8−10−9,0−0,3+5,6−0,3+5,2−0,4−0,9SPDCDUGrüneFWAfDLinkeFDP | Sitzverteilung im Kreistag Werra-Meißner-Kreis 2021Insgesamt 61 Sitze - Linke: 3 - SPD: 20 - Grüne: 8 - FW: 6 - CDU: 19 - FDP: 2 - AfD: 3 |

| Parteien und Wählergemeinschaften | Parteien und Wählergemeinschaften           | % 2021 | Sitze 2021 | % 2016 | Sitze 2016 | % 2011 | Sitze 2011 | % 2006 | Sitze 2006 | % 2001 | Sitze 2001 |
| SPD                               | Sozialdemokratische Partei Deutschlands     | 32,8   | 20         | 41,8   | 25         | 44,1   | 27         | 49,3   | 30         | 49,4   | 30         |
| CDU                               | Christlich Demokratische Union Deutschlands | 30,4   | 19         | 30,7   | 19         | 31,0   | 19         | 31,9   | 20         | 29,3   | 18         |
| Grüne                             | Bündnis 90/Die Grünen                       | 13,2   | 8          | 7,6    | 5          | 11,8   | 7          | 4,8    | 3          | 5,7    | 4          |
| FW                                | Freie Wähler                                | 10,3   | 6          | 10,6   | 6          | 5,9    | 4          | 6,2    | 4          | 7,9    | 5          |
| AfD                               | Alternative für Deutschland                 | 5,2    | 3          | —      | —          | —      | —          | —      | —          | —      | —          |
| Linke                             | Die Linke                                   | 4,1    | 3          | 4,5    | 3          | 3,4    | 2          | 0,4    | 0          | —      | —          |
| FDP                               | Freie Demokratische Partei                  | 4,0    | 2          | 4,9    | 3          | 3,9    | 2          | 5,5    | 3          | 5,6    | 3          |
| Links                             | Linksbündnis Werra-Meißner                  | —      | —          | —      | —          | —      | —          | 2,0    | 1          | —      | —          |
| REP                               | Die Republikaner                            | —      | —          | —      | —          | —      | —          | —      | —          | 2,2    | 1          |
| Gesamt                            | Gesamt                                      | 100,0  | 61         | 100,0  | 61         | 100,0  | 61         | 100,0  | 61         | 100,0  | 61         |
| Wahlbeteiligung in Prozent        | Wahlbeteiligung in Prozent                  | 56,1   | 56,1       | 53,5   | 53,5       | 54,2   | 54,2       | 54,3   | 54,3       | 58,1   | 58,1       |

SPD und Grüne haben 2021 einen Koalitionsvertrag geschlossen und zusammen mit der Linkspartei eine Kooperation vereinbart.

### Landräte

#### Landkreis Eschwege
- 1868: Karl August Friedrich Groß
- 1885: Emil Grimm
- 1893–1919: Alexander von Keudell[20]
- 1919: Rudolf Bödiker
- 1921: Hermann Langer (SPD)
- 1932: Otto Glahn (SPD)
- 1932–1936: Philipp Deichmann (NSDAP)
- 1937–1945: Walter Schultz (NSDAP)
- 8. Mai 1945 – 31. August 1945: Wolfgang Hartdegen
- 1. September 1945 – 25. Februar 1946: Friedrich Alfred Busse
- 1. Juli 1946 – 30. Juni 1948: Johannes Braunholz (SPD)
- 1. Juli 1948 – 30. Juni 1954: Gerhard Pforr
- 5. Juli 1954 – 15. Dezember 1960: Hansjochen Kubitz
- 4. März 1961 – 31. Dezember 1973: Eitel Oskar Höhne (SPD)

#### Landkreis Witzenhausen
- 1868–1875: Thomas Boch
- 1875–1884: Friedrich Bernstein
- 1884–1895: Bernhard von Schenck
- 1895–1917: Heino von Bischoffshausen
- 1917–1919: Hermann Wolf
- 1919: Georg Eschstruth
- 1919–1928: Georg Thöne (SPD)
- 1929–1932: Jean Groeniger (SPD)
- 1932–1938: Ernst Beckmann (NSDAP)
- 1938–1945: Walter Gerber (NSDAP) (vom Reichsministerium des Innern in Berlin)
- 21. Mai 1945 – 29. Juni 1946: Hans Wilhelm von Coelln
- 1. Juli 1946 – 31. Dezember 1973: Wilhelm Brübach (SPD)

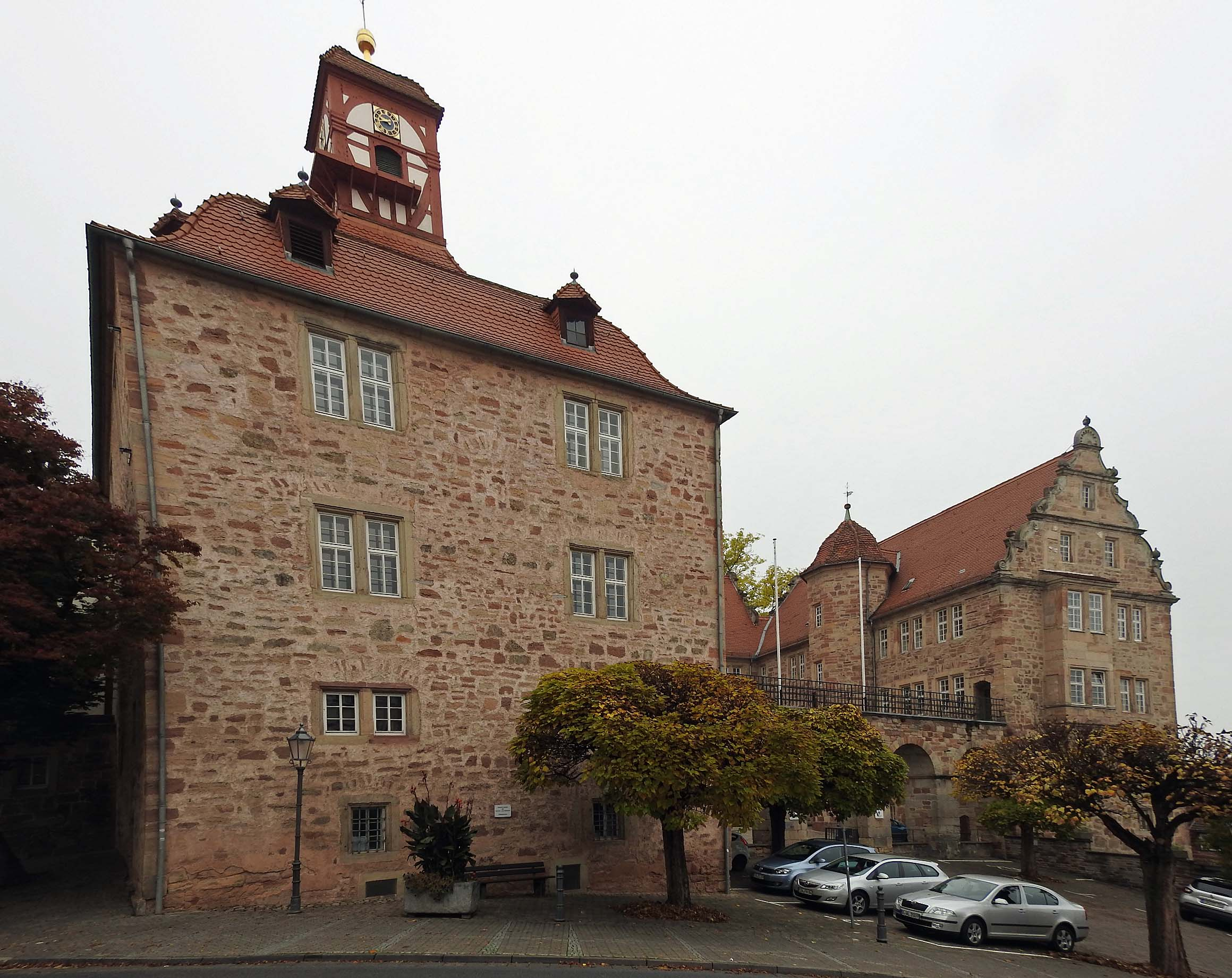
Kreisverwaltung Werra-Meißner-Kreis bzw. Schloss in Eschwege

#### Werra-Meißner-Kreis
- 1. Januar 1974 – 5. Juni 1988: Eitel Oskar Höhne (SPD)
- 6. Juni 1988 – 5. Juni 2006: Dieter Brosey (SPD)
- 6. Juni 2006 – 31. Dezember 2021: Stefan G. Reuß (SPD)
- seit 1. Januar 2022: Nicole Rathgeber (Freie Wähler)[21]

Bei der Stichwahl am 7. November 2021 setzte sich Nicole Rathgeber (FW) mit 59,74 Prozent der Stimmen gegen den Berkataler Bürgermeister Friedel Lenze (SPD) durch.
Mit Nicole Rathgeber stellen die Freien Wähler erstmals einen Landrat in Hessen.

### Hoheitszeichen

Flaggen
Hissflagge
Bannerflagge

Der Werra-Meißner-Kreis führt ein Dienstsiegel, ein Wappen sowie eine Hiss- und eine Bannerflagge.
| Wappen des Werra-Meißner-Kreises | Blasonierung: „Über einem grünen, mit einem silbernen Wellenbalken belegten Dreiberg hinter einer silbernen Flanke, darin ein neunblättriger roter Eschenzweig, in Blau eine eintürmige, rot bedachte silberne Burg.“ |
| Wappen des Werra-Meißner-Kreises | Wappenbegründung: Der Eschenzweig wurde als „redendes“ Wappensymbol dem alten Kreiswappen von Eschwege entnommen. Die Burg Ludwigstein war schon im alten Kreiswappen von Witzenhausen enthalten und der Dreiberg mit Wellenbalken nimmt Bezug auf den heutigen Kreisnamen. Das Wappen wurde am 12. November 1976 verliehen. |

## Verkehr

### Bahn
Der Norden des Kreises wird seit 1872 von der Bahnstrecke Halle–Hann. Münden mit Halten in Eichenberg, Witzenhausen-Nord und Gertenbach erschlossen. Ihr folgte 1875 die Verbindung Bebra–Eschwege, die ein Jahr später nach Göttingen verlängert wurde. Seitdem ist Eichenberg ein wichtiger Bahnknoten. Die Bahnstrecke Göttingen–Bebra wurde später Bestandteil der Nord-Süd-Strecke. Neben diesen beiden Linien und der Regiotramstrecke Kassel–Hessisch Lichtenau wird seit Dezember 2009 auch der Stadtbahnhof in Eschwege wieder bedient.

### Straße
Durch das Kreisgebiet führt die Bundesautobahn 4 (Dresden–Eisenach–Kirchheimer Dreieck) und die Bundesautobahn 38 (Göttingen–Halle/Leipzig). Außerdem wird das Kreisgebiet von mehreren Bundesstraßen und Kreisstraßen erschlossen, darunter die B 7, die B 27 und die B 451.
Darüber hinaus befindet sich die Bundesautobahn 44 Kassel–Hessisch Lichtenau–Eisenach in Bau.

## Gemeinden
(Einwohner am 31. Dezember 2024)
| Städte 1. Bad Sooden-Allendorf (8.141) 2. Eschwege (18.743) 3. Großalmerode (6.090) 4. Hessisch Lichtenau (12.337) 5. Sontra (7.466) 6. Waldkappel (4.052) 7. Wanfried (4.050) 8. Witzenhausen (15.132) | Weitere Gemeinden 1. Berkatal (1.474) 2. Herleshausen (2.620) 3. Meinhard (4.267) 4. Meißner (2.915) 5. Neu-Eichenberg (1.732) 6. Ringgau (2.830) 7. Wehretal (4.883) 8. Weißenborn (963) Gemeindefreies Gebiet 1. Gutsbezirk Kaufunger Wald (unbewohnt) |

## Kfz-Kennzeichen
Am 1. Juli 1974 wurde dem Landkreis das seit dem 1. Juli 1956 für den Landkreis Eschwege gültige Unterscheidungszeichen ESW zugewiesen. Es wird durchgängig bis heute ausgegeben. Bis in die 1990er Jahre erhielten Fahrzeuge aus dem früheren Kreis Witzenhausen Kennzeichen mit den Buchstabenpaaren NA bis ZZ und den Ziffern von 1 bis 99, später auch 100 bis 999. Seit dem 16. September 2013 ist durch die Kennzeichenliberalisierung auch das Unterscheidungszeichen WIZ (Witzenhausen) wieder erhältlich.

## Sport
Im Jahre 2021 bewarb sich der Landkreis als Beherbergungsstadt für die Gestaltung eines viertägigen Programms für eine internationale Delegation der Special Olympics World Summer Games 2023 in Berlin. Im Jahre 2022 wurde er als Gastgeber für Special Olympics Kasachstan ausgewählt. Damit wurde er Teil des größten kommunalen Inklusionsprojekts in der Geschichte der Bundesrepublik mit mehr als 200 Beherbergungsstädten.